# Zichy–Hadik-kastély
A Zichy–Hadik-kastély 1821-ben épült klasszicista stílusú kastély Seregélyesen. A kastély gróf Zichy Ferenc kezdeményezésére épült. A Zichy–Hadik-kastély kertje védett természeti érték.

## Története
A kastélyt gróf Zichy Ferenc, a monarchia pénzügyminisztere[forrás?] építtette 1821-ben, azonban a tervezésről és az építésről nem maradtak fenn dokumentumok. A valószínűleg Pollack Mihály tervezte kastély U alakú, 4000 négyzetméter alapterületű, klasszicista stílusú épület, melynek magasabb, középső szárnya emeletes, míg az alacsonyabb, oldalsó szárnyak egyszintesek. A középső szárnyán található főhomlokzat közepén négyoszlopos portikusz (oszlopfolyosó) áll, az ezt felfelé záró timpanonba került a Zichy grófi család címere.
A kastélybelső is követ római kori témákat, jegyeket, nem csak a külső. Lyka Károlytól tudjuk[forrás?], hogy Zichy gróf a székesfehérvári Pilch Ferencet bízta meg a kastély szobáinak és termeinek kifestésével. A nagyterem freskóinak érdekessége, hogy úgynevezett árnyfestési technikával készültek, ami főleg filmeken és képeken nyújt térhatású látványt.
A kastély körül angolparkot alakítottak ki, ahova ültettek egzotikus növényeket, továbbá építettek pálmaházat, kertészházat, tavat, csónakházat és vízimalmot is.
A kastély keletkezésével kapcsolatban érdekes történet kapott szárnyra a tulajdonos családban, miszerint Ferenc császár így szólt Zichyhez: „A jövő esztendei hadgyakorlatok Fejér megyében lesznek, hallom ott Önnek szép kastélya van, ott fogok megszállni.” A grófnak azonban csak birtoka volt Seregélyesen, kastélya nem, így a tervezés és az építtetés is gyorsan zajlott, hogy a kastély 1822-re elkészülhessen. Nem tudni, hogy valós-e a háttértörténet vagy csak legenda, de a kastélyt mindössze nyolc hónap alatt építették meg, benne a császári hálószobával. A császár végül csak 1826-ban szállt meg itt, két éjszakára a számára kialakított földszinti szobában.
A kastély 1893-ban került a Hadik család tulajdonába, amikor gróf Hadik János politikus feleségül vette a kastély örökösét, Zichy Alexandra (1873–1949) grófnőt; lakodalmuk három napon át tartott az épületben. A kastély utolsó nemesi lakói fiuk, gróf Hadik Béla (1905–1971) és felesége, Széchenyi Alice (Aliz) grófnő (1911–1974) – Széchenyi László lánya – voltak, akik a második világháború nehézségei miatt disszidáltak; s ugyan mindketten külföldön hunytak el, ma a seregélyesi családi sírhelyen nyugszanak.
A második világháború alatt a kastély komolyabban megsérült, értékei többnyire német és szovjet katonák kezébe került, és csak csekély részük lett meg, az épület berendezéseit pedig elhordták vagy tönkretették. Így történelmi szempontból is fontos az a vaskazetta és faláda, ami mintegy 500 tárgyat tartalmazott, és amit 1976-ban kerti munkások találtak a kastélyparkban egy fa kivágása során. A tárgyak között ezüst és aranyozott ezüst evőeszközök, ezüstedények, medalionok, tarsolyok, dobozkák, ékszerek és egyéb értékes dolgok voltak: egyesek 19. századiak vagy antik darabok, többségük azonban a 20. század elején készült. Minden bizonnyal a disszidáló házaspár ásta el értékeik egy részét az angolparkban, hogy később visszatérve újrakezdhessék életüket a kastélyban. A lelet állami tulajdonba került, ma a székesfehérvári Szent István Király Múzeum őrzi, a tárgyak időnként kiállításon is megtekinthetők.
Mint sok más kastélyunknak, úgy ennek is hányatott sors adatott 1945 után. Sokáig üres volt, majd az 1950-es évek elejétől a Videoton gyár raktára lett. A kastély igazi helyreállítását megelőző munka 1982-ben történt, amikor a Taurus Gumiipari Vállalat az épületet üdülő- és oktatási központként szerette volna rekonstruálni. 2008-ig háromcsillagos klasszicista kastélyszállóként működött, utána azonban üresen maradt. 2014-ben az a Pharaon-Alfa Kft. vásárolta meg, ami Ghaith Rashad Pharaon cégcsoportjához tartozik. A kastély jelenleg is üresen áll, állapota jelentősen leromlott.